# Anastasio Guzmán
Anastasio Guzmán, födelseår okänt, död 1807 i Los Llanganates, var en spansk naturforskare och apotekare.
I början av 1800-talet var Anastasio Guzmán på forskningsresa i Sydamerika, för att studera kemi, djur och växter. Han anlände 1801 till Quito i Ecuador, efter att ha varit i Chile och Peru (där han tillbringade en del tid hos den spanske vetenskapsmannen Juan José Tafalla). Guzmán omkom i Los Llanganates i Ecuador under en expedition på jakt efter det "försvunna" Inkaguldet.
Då växtsläktet Juvelblommor första gången beskrevs av de spanska botanikerna Hipólito Ruiz López och José Antonio Pavón y Jiménez 1802, gav de släktet dess latinska namn (Guzmania) efter honom.